# 외지섬
외지섬은 경기도 안산시 대부동에 있던 섬으로, 시화방조제가 건설된 뒤 2차 매립시에 대부도의 일부가 되었다. 한때 안산추모공원 예정지 후보에 오르기도 했다.